# Myrsíni (Élide)
Myrsíni, en grec moderne : Μυρσίνη, est un village du dème d'Andravída-Kyllíni, district régional d’Élide, en Grèce-Occidentale.
Selon le recensement de 2011, la population du village s'élève à 1 135 habitants.